# Linden Lab
Linden Research, Inc., fazendo negócios como Linden Lab, é uma empresa privada Americana, conhecida como a criadora do ambiente e jogo virtuais Second Life.

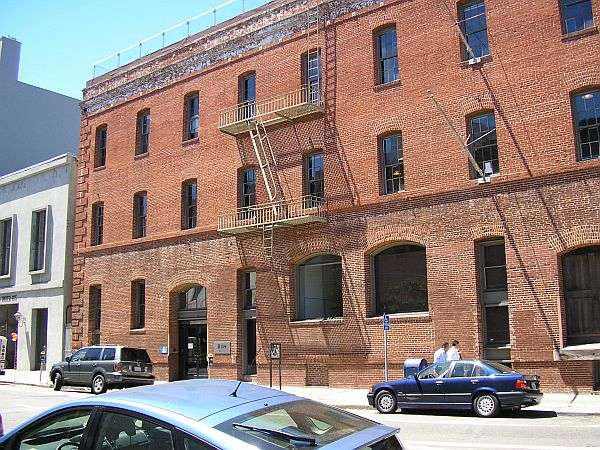
A sede da Linden Lab, em São Francisco

A empresa tem sede em San Francisco, com escritórios adicionais em Boston, Seattle, Virgínia e Davis, Califórnia. Os seus escritórios em Mountain View, Brighton, Singapura e Amesterdão foram encerradas em 2010. Além disso, a empresa emprega trabalhadores remotos que se comunicar e colaboram em projetos usando a tecnolologia do Second Life .

## História
A empresa, fundada em 1999, emprega veteranos na tecnologia, incluindo o ex-executivos da Electronic Arts, eBay, Disney, Adobe e Apple. O fundador da empresa e CEO original é Philip Rosedale, um ex-CTO da RealNetworks, pela Revista Time, uma dos 100 Pessoas Mais Influentes Do Mundo em 2007.
Em 2008 a empresa foi premiada com um Emmy para a Segunda Vida no conteúdo gerado pelo usuário e modificação do jogo categoria. O prêmio foi dado na 59th annual Technology & Engineering Emmy Awards. Philip Rosedale, presidente da Linden Lab, recebeu o prêmio.
Embora a Linden Lab Second Life plataforma não foi o primeiro mundo virtual on-line, ganhou uma grande quantidade de atenção devido ao seu crescente base de usuários única e política que permite aos participantes próprios direitos de propriedade intelectual sobre o conteúdo que eles criam. O nome da empresa vem da Rua Linden, onde a empresa foi originalmente baseado. A empresa de transição de scrappy upstart para o sucesso é detalhada no livro A confecção do Second Life , escrito por ex-empregado Wagner James Au.
Embora muitas pessoas têm considerado que a inspiração para o Segundo, a Vida se originou a partir de Rosedale exposição do Neil Stephenson's romance Snow Crash, ele sugeriu que a sua visão de mundos virtuais que antecede livro e o que ele realizou algumas das primeiras mundo virtual experiências durante seus anos de faculdade na Universidade da Califórnia em San Diego, onde estudou física.
Rosedale fortes habilidades de codificação, eventualmente, resultou na criação de uma tecnologia de compressão de vídeo que mais tarde viria a ser adquirida pela RealNetworks, onde foi feito CTO com a idade de 27. Embora a RealNetworks, Rosedale a ambição de criar um mundo virtual foi ressuscitado e recarregada por avanços tecnológicos na área de computação e sua presença no popular music and arts festival Burning Man.
Com a ajuda de um financeiros inesperados que ele colheu do seu tempo em RealNetworks, Rosedale formado Linden Lab, em 1999. Seu foco inicial era o desenvolvimento de hardware que permitiria que os usuários de computador para ser totalmente imerso em 360 graus de realidade virtual experiência. Em sua forma inicial, a empresa se esforçou para produzir uma versão comercial de "Plataforma", que foi realizado em forma de protótipo como um desajeitado de aço engenhoca com vários monitores de computador que os usuários poderiam usar em seus ombros. Essa visão logo transformou-se em software de aplicativo baseado em Linden Mundo, onde os usuários de computador poderia participar de tarefa baseada em jogos e socialização em um ambiente 3D online. Que esforço acabaria por se transformar em mais conhecidos, centrado no utilizador Segunda Vida.
Durante uma reunião em 2001 com investidores, Rosedale notou que os participantes foram particularmente sensíveis em colaborar, o potencial criativo do Second Life. Como resultado, o objetivo inicial-driven, jogos foco do Second Life foi transferido para um usuário mais-criado, orientada para a comunidade de experiência.
Em setembro de 2012, a Linden Lab anunciou dois novos produtos: Creatorverse (para iPad) e Padrões (para desktops).
Em janeiro de 2013, a Linden Lab compra o jogo Blocksworld para iPad, uma mundo virtual construído de blocos.
Rod Humble, nomeado presidente executivo, em dezembro de 2010, anunciou sua saída no Facebook, em 24 de janeiro de 2014, afirmando que ele estaria deixando a Linden Lab para prosseguir a fundação de uma nova empresa, que iria  "fazer arte, de entretenimento e coisas incomuns!".
Em fevereiro de 2014, a Linden Lab anunciou que o seu novo CEO feria Ebbe Altberg, ex-COO da BranchOut.
Em junho de 2014, a Linden Lab confirmaram que eles pretendem construir um novo mundo virtual.

## Cultura corporativa
A Linden Lab, despertou tanto elogios e curiosidades para a sua não-convencional cultura corporativa, que é baseado em um não-sistema hierárquico, onde os funcionários são extremamente auto-dirigida e transparência no seu trabalho. A empresa faz um grande esforço para manter a transparência entre seus funcionários e para o público em geral.[carece de fontes?]
A Linden Lab utilizada outra ferramenta interna, o Distribuidor, o que permitiu que todos os funcionários para distribuir "pontos" para projetos que considerem ser digno de desenvolvimento e de recursos de apoio. Cada ponto tem um valor financeiro que se baseia a cada trimestre, o desempenho financeiro. Como resultado, as principais partes interessadas em projetos com alto ponto de valores recebidos distribuído monetária de pagamento de salários no final do trimestre para o sucesso de projetos concluídos. O Distribuidor foi interrompido depois de Rosedale, deixou a empresa.
Além disso, cada funcionário trimestrais de avaliação de desempenho é publicado em uma Wikipédia como o site interno que todos os outros funcionários podem ver.
Funcionários da Linden Lab, que são facilmente identificáveis no mundo pelo facto dos último nome dos seus avatares ser "Linden", têm sido conhecidos para participar em vários eventos conjuntos com os utilizadores do Second Life. Por exemplo, a companhia possui um plano anual de férias "luta de bolas de neve", onde os usuários são encorajados a jogar bolas de neve virtuais em funcionários da Linden Lab.

## Aquisições e reestruturação
Em maio de 2007 a Linden Lab adquiriu uma pequena empresa de desenvolvimento de jogos com sede em Waltham, Massachusetts. Baliza de barlavento especializada em ambiente de nuvem e de simulação, lançando seu código -fonte aberto. A Linden Lab, atualmente, utiliza o código sob o nome de "Windlight" para melhorar a efeitos atmosféricos no Second Life.
Em 20 de janeiro de 2009, a Linden Lab adquiridos XstreetSL (anteriormente conhecido como SLExchange) e OnRez, dois web baseado em mercados de Segunda Vida virtual bens. posteriormente fechada OnRez e mesclado XstreetSL com o secondlife.com site, fechar as serviço de câmbio e fórum na web. Em 10 de setembro de 2008, o proprietário do SLExchange renomeado o site sob a ameaça da Linden Lab a aplicação de uma marca nas letras "SL". XStreetSL foi substituído no final de 2010 com a nova SecondLife Mercado.
Em 30 de janeiro de 2010 a Linden Lab adquiriu o avatar de serviço de perfil de Avatares Unidos e seu criador, o Inimigo Desconhecido AB.
Em 9 de junho de 2010, a Linden Lab anunciou um plano de reestruturação, incluindo uma redução de 30% na força de trabalho. O plano de articulação de um novo foco renovado sobre o desenvolvimento do navegador, baseado no visualizador em 3D para o Second Life, Mundo Virtual. CEO Mark Kingdon, aka "M Linden", saiu e foi substituído pela fundação CEO Philip Rosedale.
Em julho de 2013, a Linden Lab digitais adquiridos em serviços de distribuição de Desura. foi anunciado em 5 de novembro de 2014, que Desura foi vendido pela Linden Lab para os Maus Juju Jogos.

## Contencioso
Em 2006, Pensilvânia, o advogado Marc Bragg ("Marc Woebegone" no Second Life) trouxe uma ação judicial contra a Segunda Vida do desenvolvedor Linden Lab quando a sua conta foi desativada por administradores. O caso foi finalmente resolvido fora do tribunal.

## Lista de produtos
- Second Life
- Sansar
- Blocksworld